# Pfarrkirche Neuaigen

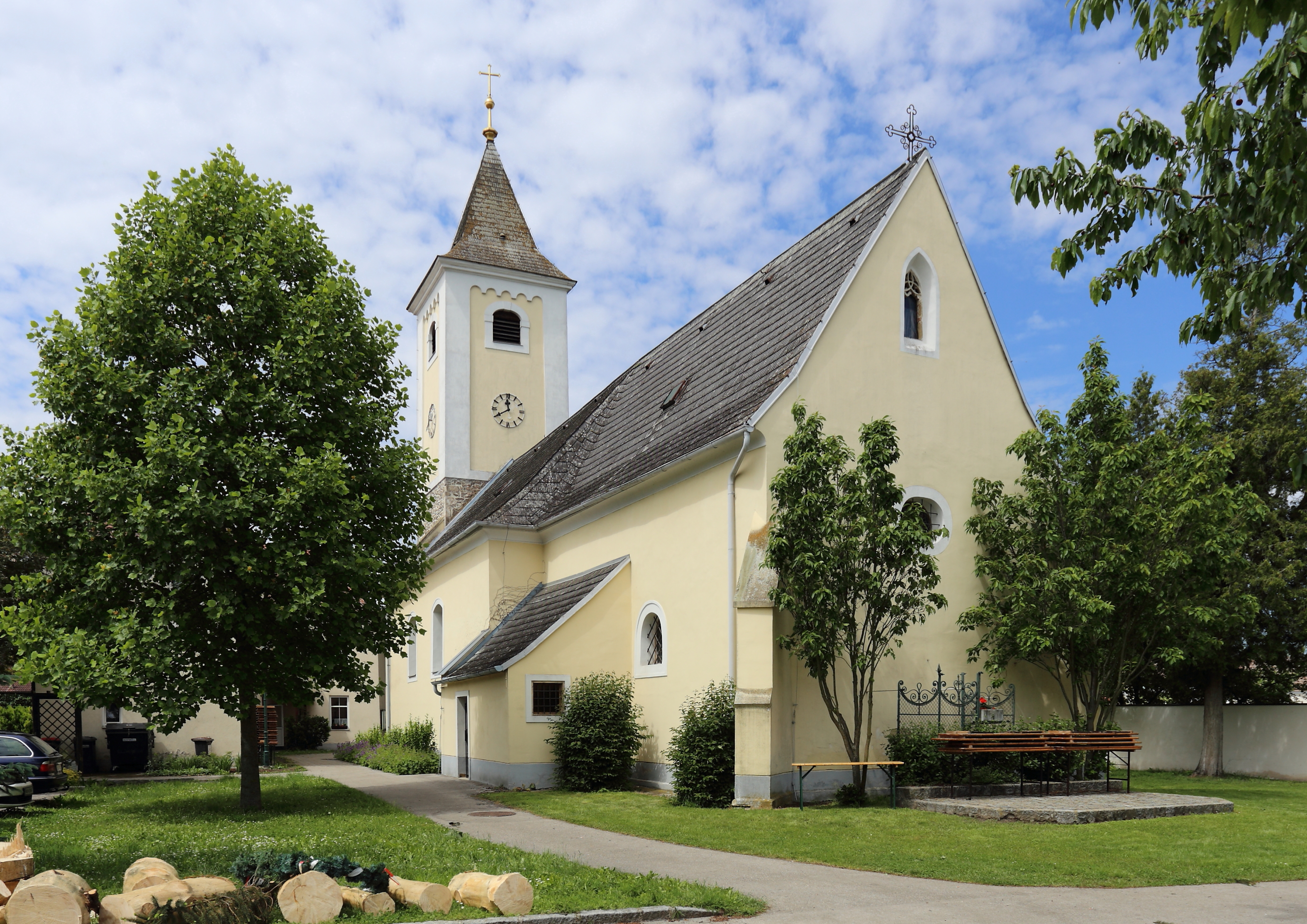
Katholische Pfarrkirche Mariä Himmelfahrt in Neuaigen

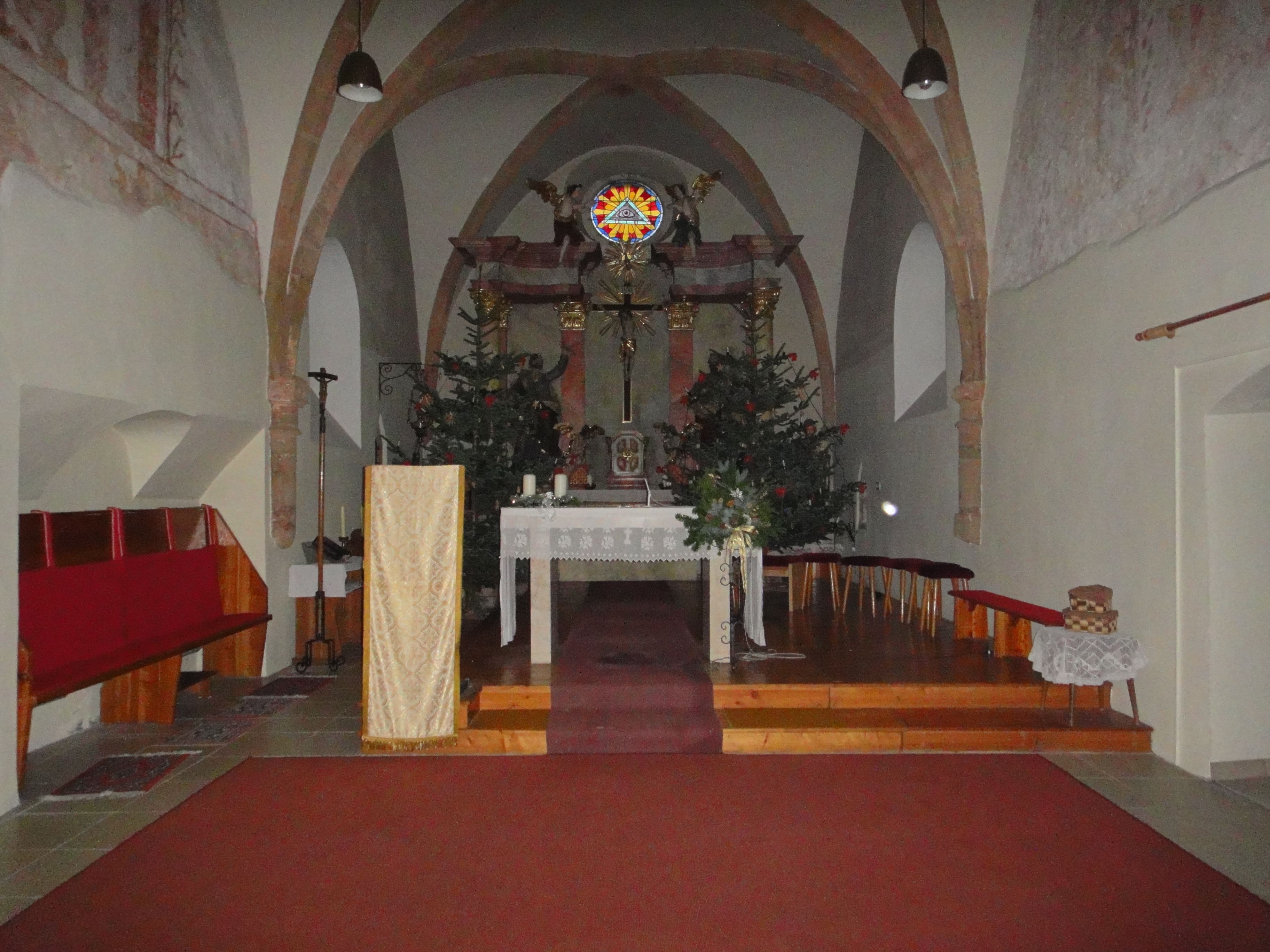
Langhaus, Blick zum Chor

Die römisch-katholische Pfarrkirche Neuaigen steht in der Ortschaft Neuaigen in der Stadtgemeinde Tulln an der Donau in Niederösterreich. Die dem Patrozinium Mariä Himmelfahrt unterstellte Pfarrkirche gehört zum Dekanat Hadersdorf-Wagram im Vikariat Unter dem Manhartsberg der Erzdiözese Wien. Die Kirche steht unter Denkmalschutz (Listeneintrag).

## Geschichte
Die Pfarre wurde urkundlich vor 1321 gegründet. 1580 erfolgte eine Vereinigung mit Feuersbrunn. 1729 wurde die Pfarre mit einer Stiftung wiedererrichtet, bis 1971 stand die Kirche unter dem Patronat der Schlossherrschaft.
Die Kirche wurde von 1962 bis 1969 restauriert.

## Architektur
Der gotische Kirchenbau hat einen Rechteckchor und einen Westturm.
Das Kirchenäußere zeigt ein Langhaus mit barocken Flachbogenfenstern. Der eingezogene Rechteckchor hat abgetreppte Eckstrebepfeiler und seitliche Rundbogenfenster aus 1738/1740 und im Osten ein Rundfenster. Unterhalb des Firstes befindet sich ein gotisches Maßwerkfenster. Der mittelalterliche quadratische vorgestellte Turm zeigt bis zum Dachfirst unverputztes Bruchsteinmauerwerk, das Glockengeschoß entstand 1738/1740 und wurde bei der Restaurierung 1966 erneuert, die Schallfenster sind flachbogig, der Turm trägt einen Pyramidenhelm.
Das Kircheninnere zeigt ein Langhaus mit abgeschrägten Ecken und Platzlgewölben von 1739. Die einbogige Orgelempore schwingt vor. Der leicht eingezogene Chor hat ein zweijochiges Kreuzrippengewölbe mit gekehlten Rippen auf massiven halbrunden Diensten und figürlichen Konsolen mit Tierkopf, Menschenkopf und Christus mit Krone. Es gibt eine frühgotische Sessionsnische. Das Turmerdgeschoß ist kreuzgratgewölbt.
Reste von Wandmalereien mit Vorzeichnungen aus der ersten Hälfte des 14. Jahrhunderts zeigen an der Chornordwand die Kreuzigung mit Maria und Johannes, an der Südwand die Kreuzigung mit den heiligen Frauen und Letztes Gebet Mariä.

## Ausstattung
Den barocken Hochaltar mit einem Säulen- und Pilasteraufbau schuf der Bildhauer Johann Tribner/Tribor 1750/1751; er trägt einen Tabernakel flankiert von knienden Engelsfiguren und darüber ein Kruzifix aus dem 19. Jahrhundert, die barocken Seitenfigur zeigen die Heiligen Peter und Paul.
Die Orgel baute Johann M. Kauffmann 1894. Eine Glocke nennt 1947.